# Krysset
För andra betydelser, se Kryss (olika betydelser).
Krysset är Sveriges äldsta korsordstidning. Den kom ut första gången 1957 och ges ut av Bonnier Korsord. Krysset ges ut 12 gånger varje år och har olika teman och svårighetsgrader.

## Krysset Special
Tre gånger per år publiceras systertidningen  Krysset Special. Den är på fler sidor och ägnar varje nummer åt ett särskilt tema med anknytning till 1900-talets populärkultur (som The Beatles eller Hasseåtage).